# Pogonatum tortile
Pogonatum tortile là một loài Rêu trong họ Polytrichaceae. Loài này được (Sw.) Brid. miêu tả khoa học đầu tiên năm 1827.